# Nižyn
Nižyn (ukrajinsky Ніжин, rusky Нежин – Něžin) je město v Černihivské oblasti na Ukrajině. Leží na řece Oster přibližně 150 kilometrů na severovýchod od Kyjeva. V roce 2011 mělo zhruba 65 tisíc obyvatel.
První písemná zmínka o městě pochází z roku 1078, tehdy se jmenovalo Uněněž. V roce 1625 udělil král Zikmund III. Vasa Nižynu magdeburské právo a znak se svatým Jiřím. Roku 1648 město dobyl Bohdan Chmelnický a po podepsání Andrusovského příměří bylo připojeno k Rusku. V roce 1805 založil kníže Ilja Bezborodko lyceum (od roku 1998 Nižynská státní univerzita), kde studoval Nikolaj Vasiljevič Gogol, který má ve městě pomník a muzeum. Nižyn byl také významným centrem chasidismu, zdejší židovská komunita byla vyhlazena za druhé světové války. Město a jeho okolí je vyhlášeno pěstováním zeleniny (okurky, rajčata, dýně, melouny), nachází se zde velká konzervárna. Významným průmyslovým závodem je také NVK Progres, zabývající se výrobou optických přístrojů. Město má množství historických památek, jako je barokní chrám svatého Mikuláše nebo nejstarší zachovaná poštovní stanice na Ukrajině.

## Rodáci
- Jurij Lisjanskij (1773–1837), námořní objevitel
- Olga Khokhlova (1891–1955), baletka a první manželka Pabla Picassa
- Mark Bernes (1911–1969), zpěvák a herec
- Anastasia Dmytruková (* 1991), básnířka
- Žanna Pintusevyčová (* 1972), atletka

## Partnerská města
- Mazyr, Bělorusko
- Svídnice, Polsko
- Ioánnina, Řecko